# Puerto Lumbreras

Vị trí của Puerto Lumbreras.

Puerto Lumbreras là một đô thị ở cộng đồng tự trị Murcia. Đô thị này có dân số 12.881 (2006) và diện tích 139 km².